# Halve marathon van Tokio
De halve marathon van Tokio is een hardloopwedstrijd over een afstand van een halve marathon (21,1 km) die van 1992 tot 2000 elk jaar werd gehouden in de maand januari in de Japanse stad Tokio.

## Parcours
Het parcours loopt van A naar B en elke kilometer 1,6 meter omlaag.

## Parcoursrecords
- Mannen: 1:00.02 - Darren Wilson  Australië (1997)
- Vrouwen: 1:06.43 - Masako Chiba  Japan (1997)

## Uitslagen
| Jaar            | Snelste man          | Land      | Tijd    | Snelste vrouw   | Land                | Tijd    |
| --------------- | -------------------- | --------- | ------- | --------------- | ------------------- | ------- |
| 10 januari 2000 | Kenichi Takahashi    | Japan     | 1:00.30 | Elana Meyer     | Zuid-Afrika         | 1:07.33 |
| 15 januari 1999 | John Kanyi           | Kenia     | 1:00.49 | Elana Meyer     | Zuid-Afrika         | 1:06.44 |
| 25 januari 1998 | Moses Tanui          | Kenia     | 1:00.24 | Manuela Machado | Portugal            | 1:10.18 |
| 19 januari 1997 | Darren Wilson        | Australië | 1:00.02 | Masako Chiba    | Japan               | 1:06.43 |
| 21 januari 1996 | Armando Quintanilla  | Mexico    | 1:00.14 | Tegla Loroupe   | Kenia               | 1:08.09 |
| 22 januari 1995 | Eduardo doNascumento | Brazilië  | 1:00.45 | Tegla Loroupe   | Kenia               | 1:08.39 |
| 23 januari 1994 | Vincent Rousseau     | België    | 1:00.23 | Junko Kataoka   | Japan               | 1:08.41 |
| 24 januari 1993 | Steve Moneghetti     | Australië | 1:00.08 | Elana Meyer     | Zuid-Afrika         | 1:07.22 |
| 26 januari 1992 | Steve Moneghetti     | Australië | 1:00.27 | Liz McColgan    | Verenigd Koninkrijk | 1:07.11 |